# 哈里森鎮區 (印地安納州哈里森縣)
哈里森鎮區（英語：Harrison Township）是位於美國印地安納州哈里森縣的一個行政鎮區。

## 地方資料
根據2010年美國人口普查的數據，哈里森鎮區的面積為263.10平方千米，當中陸地面積為262.40平方千米，而水域面積為0.70平方千米。當地共有人口12484人，而人口密度為每平方千米47.45人。